# دهستان دشت روم
دشت روم، دهستانی است از توابع بخش مرکزی شهرستان بویراحمد در استان کهگیلویه و بویراحمد ایران.

## جمعیت
براساس سرشماری سال ۱۳۸۵ جمعیت آن ۹٬۸۷۴ نفر (۲٬۰۰۶ خانوار) بوده‌است.